# Geosfeer
Met de geosfeer wordt het deel van de kosmos bedoeld dat wordt ingenomen door geogenetische materie, dat wil zeggen materie die afkomstig is of behoort tot de planeet Aarde.
De geosfeer onderscheidt zich van andere delen van de ruimte dicht bij de Aarde, die worden gedomineerd door materie afkomstig van de atmosfeer van de Zon, de heliosfeer. In de omgeving van de Aarde is de heliosfeer vooral aanwezig door de zonnewind, een vanaf de Zon komende radiale plasmastroming waarvan de invloed tot ver buiten de banen van de buitenplaneten merkbaar is.
De term geosfeer wordt door geologen soms gebruikt om alleen de dichtste, vaste delen van de Aarde aan te duiden, die bestaan uit gesteente en regoliet. Onder de geosfeer vallen echter ook andere "Aardse" sferen.

## Indeling
De geosfeer werd door Aristoteles in zijn Meteorologica ingedeeld in "sferen", waarin alle materie op Aarde volgens de vier elementen wordt ingedeeld: vast (aarde), vloeibaar (water), gasvormig (lucht) en plasma (vuur). De opdeling van de geosfeer is, hoewel inmiddels uitgebreid, nog steeds op deze indeling gebaseerd: de vier oorspronkelijke sferen zijn de lithosfeer, hydrosfeer, atmosfeer en plasmasfeer. Later zijn hier begrippen als bijvoorbeeld astenosfeer, cryosfeer, magnetosfeer en biosfeer bijgekomen.

## Buitengrens van de geosfeer
Sinds het tijdperk van de ruimtevaart begon is duidelijk geworden dat de buitengrens van de geosfeer, dat is waar de plasmasfeer ophoudt, sterk kan veranderen. Soms komt de grens van de plasmasfeer in de buurt van de buitengrens van de magnetosfeer.
 Deze sterk variabele buitengrens tot waar Aardse materie de ruimte domineert wordt de geopauze genoemd. Buiten de geopauze domineert de zonnewind.